# Cyperochloa hirsuta
Cyperochloa hirsuta là một loài thực vật có hoa trong họ Hòa thảo. Loài này được Lazarides & L.Watson mô tả khoa học đầu tiên năm 1987. Chúng thường xuất hiện ở vùng Tây Úc.